# 布盧里奇鎮區 (伊利諾伊州皮亞特縣)
布盧里奇鎮區（英語：Blue Ridge Township）是位於美國伊利諾伊州皮亞特縣的一個行政鎮區。

## 地方資料
根據2010年美國人口普查的數據，布盧里奇鎮區的面積為165.10平方千米，當中陸地面積為164.90平方千米，而水域面積為0.20平方千米。當地共有人口1857人，而人口密度為每平方千米11.25人。